# هيون تشونغ
هيون تشونغ ((الكورية: 정현)) (مواليد 19 مايو 1996 في سوون)، هو لاعب كرة مضرب كوري جنوبي بدأ مسيرته كمحترف سنة 2014 يلعب باليد اليمنى ويحتل حالياً المرتبة رقم. 45 (1 يونيو 2017) في تصنيف رابطة محترفي كرة المضرب. أعلى تصنيف له في الفردي كان المركز الـ 45 في سنة 2017. أعلى تصنيف له في الزوجي كان المركز الـ 187 في سنة 2016.

## الميداليات
| الميدالية | المسابقة                      |
| --------- | ----------------------------- |
| ذهبية     | دورة الألعاب الآسيوية 2014    |
| ذهبية     | الألعاب الجامعية الصيفية 2015 |
| ذهبية     | الألعاب الجامعية الصيفية 2015 |

## روابط خارجية
- هيون تشونغ على موقع رابطة محترفي التنس (الإنجليزية)
- هيون تشونغ على موقع الاتحاد الدولي لكرة المضرب (الإنجليزية)
- هيون تشونغ على موقع كأس ديفيز (الإنجليزية)
- هيون تشونغ على موقع خلاصة التنس.كوم (الإنجليزية)